# Agrochola grisescens
Agrochola grisescens là một loài bướm đêm trong họ Noctuidae.